# ناحیه کین (شهرستان واشینگتن، آرکانزاس)
ناحیه کین، شهرستان واشینگتن، آرکانزاس (به انگلیسی: Cane Hill Township) یک منطقهٔ مسکونی در ایالات متحده آمریکا است که در شهرستان واشینگتن، آرکانزاس واقع شده‌است. ناحیه کین ۱٬۴۱۵ نفر جمعیت دارد و ۳۹۹ متر بالاتر از سطح دریا واقع شده‌است.